# 제리 벵트손
제리 리카르도 벵트손 보덴(스페인어: Jerry Ricardo Bengtson Bodden, 1987년 4월 8일 ~ )는 온두라스의 축구 선수이다. 현재 올림피아에서 활약 중이며, 포지션은 스트라이커이다.

## 축구인 경력

### 클럽 경력
온두라스의 비다에서 프로 무대에 데뷔하였고, 2009-10 클라우수라, 2010-11 아페르투라 득점왕을 차지한 후, 2011년 모타과와 3년 계약을 체결하며 이적하였다. 모타과에서도 2010-11 클라우수라 득점왕에 올랐다.
2012년 7월 메이저 리그 사커의 뉴잉글랜드 레벌루션에 입단했다.
2015년 여름 이적 시장을 통해 이란의 명문 클럽 페르세폴리스로 이적했다.
1년 후인 2016년 7월, 조브 아한으로 이적했다.

### 국가대표 경력
2010년 4월 베네수엘라와의 친선 경기에서 온두라스 국가대표팀 소속으로 A매치 데뷔전을 치렀다.
2012년 런던 하계 올림픽에서는 온두라스 대표로 출전했다. 2014년 FIFA 월드컵 북아메리카 지역 예선에서 9골을 기록하며 팀의 본선 진출에 기여했다.